# 1095

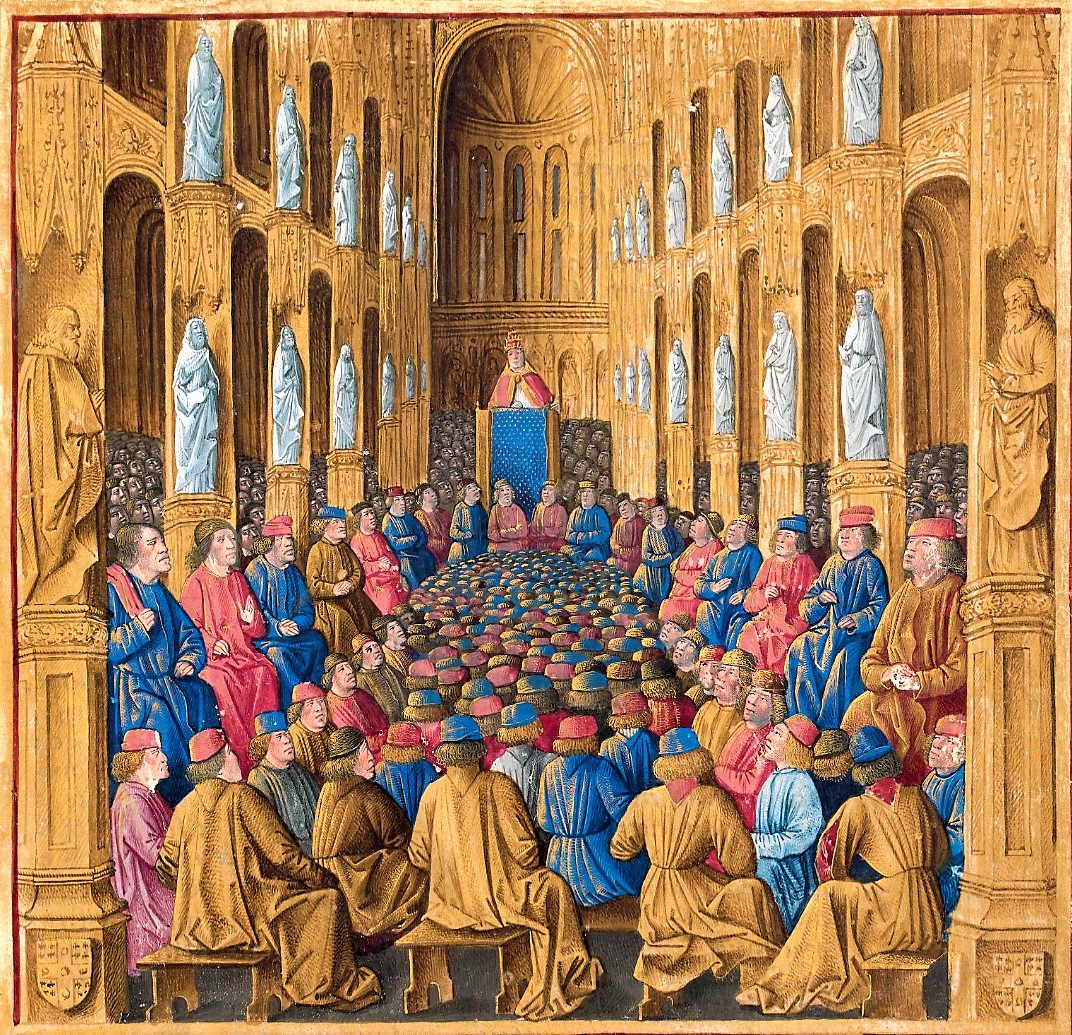
Paus Urbanus II spreekt de Synode van Clermont toe

Het jaar 1095 is het 95e jaar in de 11e eeuw volgens de christelijke jaartelling.

## Gebeurtenissen
maart
- 1 tot 7 - Synode van Piacenza: Afgevaardigden van keizer Alexios I vragen paus Urbanus II om hulp tegen de oprukkende Seltsjoeken.
- Eupraxia van Kiev scheidt van keizer Hendrik IV. Zij beschuldigt haar ex-man op de synode van Piacenza en keert terug naar Roethenië om in een klooster te gaan.

november
- november - Synode van Clermont: Urbanus II roept (27 november) op tot een kruistocht. Deelnemers aan de kruistocht worden steun van de kerk en uitgebreide aflaten beloofd. De belangstelling voor de onderneming is overweldigend. Bisschop Adhemar van Monteil wordt gekozen om als pauselijk legaat de kruistocht te leiden.

december
- 2 december - Raymond IV van Toulouse meldt zich als eerste wereldlijke leider voor de kruistocht.

zonder datum
- Na de dood van Tutush I versplintert de macht in Syrië verder. Zijn zonen Duqaq en Fakhr al-Mulk Radwan regeren vanuit respectievelijk Damascus en Aleppo, en de Armeniër Thoros grijpt de macht in Edessa. Begin van het graafschap Edessa.
- Hendrik van Bourgondië, de schoonzoon van koning Alfons VI, wordt beleend met het graafschap Portugal.
- Robert van Monbray en Willem III van Eu leiden een plot om Stefanus van Aumale op de Engelse troon te zetten in plaats van Willem II.
- Álmos verzoent zich met zijn halfbroer Koloman, die in zijn plaats Ladislaus I opvolgt als koning van Hongarije. Álmos wordt hertog van Nitra.
- De Orde van Sint-Antonius wordt gesticht.
- Het kremlin van Rjazan wordt gesticht. (traditionele datum)
- Koenraad van Italië trouwt met Constance van Sicilië.
- Welf V scheidt van Mathilde van Toscane.
- Graaf Rogier II van Foix doet officieel afstand van zijn aanspraken op Carcassonne en Razès.
- De bisschopszetel van Iria wordt verplaatst naar Santiago de Compostela
- Graaf Arnold I van Loon verhuist het grafelijk hof van Borgloon naar Kuringen.
- Bertrand van Toulouse trouwt met Helena, dochter van Odo I van Bourgondië.
- Abdij Neresheim wordt gesticht door graaf Hartmann van Dillingen en zijn vrouw Adelheid.
- De augustijnen stichten bij Dielegem een abdij.
- De overblijfselen van Jurminus worden opgebaard in Bury St. Edmunds
- De burcht Katzenelnbogen wordt gebouwd. (jaartal bij benadering)
- Voor het eerst vermeld: Haigerloch, Hildernisse, Jette, Melsbroek, Pinswang

## Opvolging
- Bigorre - Beatrix I opgevolgd door haar zoon Bernard III
- Bourbon, Archimbald V opgevolgd door zijn zoon Archimbald VI
- Brabant, Leuven en Brussel - Hendrik III opgevolgd door zijn broer Godfried I
- Cilicisch-Armenië - Ruben I opgevolgd door zijn zoon Constantijn I
- Denemarken - Olaf I opgevolgd door zijn broer Erik I
- Hongarije - Ladislaus I opgevolgd door zijn neef Koloman
- Oostenrijk - Leopold II opgevolgd door zijn zoon Leopold III
- bisdom Parijs - Godfried van Boulogne opgevolgd door Willem van Montfort
- Rijnpalts - Hendrik van Laach opgevolgd door zijn stiefzoon Siegfried I

## Geboren
- Floris, Frans prins
- Hugh Bigod, graaf van Norfolk
- Rogier II, graaf en koning van Sicilië (1105-1154)
- Rudolf II van Nesle, kastelein van Brugge
- Urraca Henriques, Portugees edelvrouw
- Victor IV (Octaviano de Monticelli), tegenpaus
- Almarik V, burggraaf van Thouars (jaartal bij benadering)
- Willem I, graaf van Ponthieu en Alençon (jaartal bij benadering)
- Willem II, hertog van Apulië (jaartal bij benadering)

## Overleden
- 19 januari - Wulfstan, bisschop van Worcester
- 30 april - Godfried van Boulogne, bisschop van Parijs
- 18 juni - Sophia van Hongarije (~50), Hongaars edelvrouw
- 29 juli - Ladislaus I (55), koning van Hongarije (1077-1095)
- 22 september - Archimbald V, heer van Bourbon
- 12 oktober - Leopold II (~44), markgraaf van Oostenrijk (1075-1095)
- Beatrix I, gravin van Bigorre (1080-1095)
- Ermengarde van Nevers (~37), echtgenote van Miles van Courtenay
- Hendrik III, graaf van Leuven en Brussel (1075-1095) en landgraaf van Brabant (1085-1095)
- Hendrik van Laach, paltsgraaf aan de Rijn (1085?-1095)
- Al-Mu'tamid ibn Abbad (~55), vorst van Seville (1069?-1091)
- Olaf I, koning van Denemarken (1086-1095)
- Ruben I (~70), vorst van Armenië (1080-1095)
- Shen Kuo (~64), Chinees wetenschapper
- Tutush I, heerser van Damascus